# Ikranite
L'ikranite est une espèce minérale, membre du groupe des eudialytes, nommée d'après l'Institut de cristallographie Shubinov de l'Académie des sciences de Russie dont l'acronyme se prononce Ikran en russe pour « Institut Kristallografii Rossiskoy Akadameii Nauky ». Il s'agit d'un minéral cyclosilicate qui présente une symétrie trigonale avec le groupe d'espace R3m, et qui est souvent observé avec une forme pseudo-hexagonale. L'ikranite est translucide et sa couleur varie du jaune au jaune brunâtre. Ce minéral est classé 5 sur l'échelle de dureté de Mohs, bien qu'il soit considéré comme fragile, présentant une fracture conchoïdale lorsqu'il est cassé.

## Le groupe de l'eudialyte
Le groupe de l'eudialyte comprend actuellement 27 minéraux connus, tous considérés comme rares, à l'exception de l'eudialyte. La liste comprend également l'une des six espèces non nommées ("UM") répertoriées par Mindat. Ce groupe connaît une croissance exponentielle, avec 17 membres ayant fait l'objet d'un article depuis 2000, et la possibilité chimique de plusieurs milliers d'espèces qui restent à découvrir. Les membres du groupe des eudialytes se présentent généralement sous la forme de petits cristaux dont la structure cristalline complexe est unique en ce sens qu'elle se compose d'anneaux tétraédriques de SiO4 à 3 et 9 membres.
L'ikranite se distingue des autres membres de ce groupe par ses propriétés physiques et sa composition. En particulier par l'absence de sodium dans sa structure, ainsi que le remplacement du fer divalent par la forme trivalente. Ce remplacement est également à l'origine de son changement de couleur caractéristique, qui passe du rougeâtre au jaune brun, ce qui peut être examiné plus en détail dans son spectre infrarouge.

## Occurrence
L'ikranite a été découverte pour la première fois sur le mont Karnasurt (péninsule de Kola) dans une pegmatite agpaïtique, sous la forme de grains de 1 à 2 cm. Elle est généralement associée à la microcline, à la néphéline, à la lorenzénite, à la murmanite, à la lamprophyllite et à l'arfvedsonite. La tétranatrolite et l'halloysite peuvent également être trouvées avec elle, bien qu'elles apparaissent à un stade plus tardif.

## Composition chimique
| Composé | %                   |
| ------- | ------------------- |
| K2O     | 0,44                |
| Na2O    | 7,99                |
| SrO     | 1,61                |
| CaO     | 6,32                |
| La2O3   | 0,65                |
| Ce2O3   | 1,55                |
| HfO2    | 0,31                |
| ZrO2    | 14.02               |
| TiO2    | 0,38                |
| MnO     | 3,42                |
| Nb2O5   | 0,29                |
| FeO     | 0,39                |
| Fe2O3   | 4,83                |
| SiO2    | 49,15               |
| H2O     | 7,74                |
| Cl      | 0,90 (-0,20 -O=Cl2) |
| F       | 0,10 (-0,04 -O=F2)  |

## Structure cristalline

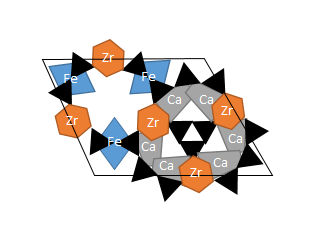
Cellule unitaire Ikranite générale projetée sur le plan {001}.

La structure cristalline de l'ikranite peut être décrite comme un cadre d'anneaux tétraédriques de SiO4 à trois et neuf membres, reliés par des anneaux de calcium à six membres et des octaèdres de zinc (titane ou niobium). Les couches sont construites le long de l'axe c comme Si-Zr-Si-Ca. Cette répétition génère 12 couches, d'une taille égale à ~30 Å.
Des cations de types différents, des anions, des groupes anioniques et des molécules d'eau remplissent toutes les poches à l'intérieur de la structure. Une caractéristique déterminante est l'emplacement des cavités M(3) et M(4) dans les anneaux à neuf chaînons. Ces cavités peuvent être occupées par du Si dans la position M(3b), du Zr dans la position M(4a) et Zr, Nb ou Ti dans la position (M4b), bien que la probabilité d'occupation soit faible. Les positions M(2a) et M(2b) sont également occupées de manière unique dans l'ikranite. La vacance M(2a) est occupée par des octaèdres de Fe3+. La position M(2b) est typiquement occupée par des cations Na et contient un polyèdre à cinq membres avec du Fe. L'ikranite contient également une quantité importante d'eau dans l'espace entre les anneaux où se trouve habituellement une molécule de Na. Les groupes oxonium, qui peuvent également occuper des sites Na, constituent une caractéristique distinctive.
La formule générale de l'ikranite devient ainsi (Na,H3O)15(Ca,Mn,REE)6Fe3+/2 Zr3([ ],Zr)([ ],Si)Si24O66(O,OH)6Cl2−3H2O.